# ホープ・アクパン
ホープ・アクパン（Hope Akpan、1991年8月14日 - ）は、イングランド・リヴァプール出身の元プロサッカー選手。元サッカーナイジェリア代表。現役時代のポジションはMF。

## 経歴
8歳で地元クラブのエヴァートンFCのアカデミーに入団。2008年にリザーブチームに昇格し、年末には最初のプロ契約を結んだ。
2009年12月17日のUEFAヨーロッパリーグ・FC BATEボリソフ戦でトップチームデビュー。
2011年3月17日、チャンピオンシップのハル・シティAFCにレンタル移籍。レンタル復帰後、エヴァートンを退団した。
2011年6月14日、フリーでリーグ2のクローリー・タウンFCに加入。
2013年1月8日、プレミアリーグのレディングFCに3年半の契約で移籍。
2015年8月11日、レディングとの契約を解除し、ブラックバーン・ローヴァーズFCに移籍。
2017年7月18日、バートン・アルビオンFCに1年契約で移籍。
2018年7月、ブラッドフォード・シティAFCに移籍。

## 代表歴
イングランド生まれながら、両親がナイジェリア人のためナイジェリア代表を選択した。
2014年10月、ナイジェリア代表初招集。10月15日のアフリカネイションズカップ2015予選・スーダン戦で初キャップ。

## 所属クラブ
ユース
- エヴァートンFC

プロ
- エヴァートンFC 2009-2011

→ ハル・シティAFC 2011 (loan)
- クローリー・タウンFC 2011-2013
- レディングFC 2013-2015
- ブラックバーン・ローヴァーズFC 2015-2017
- バートン・アルビオンFC 2017-2018
- ブラッドフォード・シティAFC 2018-2020
- セイナヨエン・ヤルカパッロケルホ 2021
- アサートン・ラバーナム・ローヴァーズFC 2022
- ウィドネスFC 2022